# Wielopole Skrzyńskie (gemeente)
De gemeente Wielopole Skrzyńskie is een landgemeente in het Poolse woiwodschap Subkarpaten, in powiat Ropczycko-sędziszowski.
De zetel van de gemeente is in Wielopole Skrzyńskie.
Op 30 juni 2004 telde de gemeente 8415 inwoners.

## Oppervlakte gegevens
In 2002 bedroeg de totale oppervlakte van gemeente Wielopole Skrzyńskie 93,41 km², waarvan:
- agrarisch gebied: 72%
- bossen: 19%

De gemeente beslaat 17,02% van de totale oppervlakte van de powiat.

## Demografie
Stand op 30 juni 2004:
| Omschrijving                   | Totaal | Totaal | Vrouwen | Vrouwen | Mannen | Mannen |
| ------------------------------ | ------ | ------ | ------- | ------- | ------ | ------ |
| eenheid                        | aantal | %      | aantal  | %       | aantal | %      |
| inwoners                       | 8415   | 100    | 4220    | 50,1    | 4195   | 49,9   |
| bevolkingsdichtheid (inw./km²) | 90,1   | 90,1   | 45,2    | 45,2    | 44,9   | 44,9   |

In 2002 bedroeg het gemiddelde inkomen per inwoner 1236,04 zł.

## Administratieve plaatsen (sołectwo)
Broniszów, Brzeziny, Glinik, Nawsie, Wielopole Skrzyńskie.

## Aangrenzende gemeenten
Brzostek, Czudec, Frysztak, Iwierzyce, Ropczyce, Sędziszów Małopolski, Strzyżów, Wiśniowa